# Каталог Глизе
Каталог Глизе (англ. The Gliese Catalogue of Nearby Stars, каталог ближайших звёзд Глизе) — астрономический каталог, содержащий звёзды, расположенные в пределах 25 парсеков (81,5 светового года) от Солнца. Составлен немецким астрономом Вильгельмом Глизе (Wilhelm Gliese) в 1957 году. Впоследствии вышло ещё несколько расширенных и дополненных изданий каталога.

## Первое издание и дополнения
Первое издание каталога в 1957 включало список из примерно одной тысячи ближайших звёзд в радиусе 20 парсек от Солнца с указанием их положения и характеристик. Каталог содержал 915 звёзд, перечисленных по прямому восхождению, для звёзд использовалось обозначение — префикс GL и номер 1-915 (GL NNN).
В 1969 году Глизе опубликовал существенно дополненную версию каталога под названием Catalogue of Nearby Stars, с включением звёзд в радиусе 22 парсек. Каталог содержал 1529 звёзд, для звёзд использовалось обозначение Gl NNN.NA — префикс Gl и номер 1.0-915.0; звезды, добавленные в данном издании, обозначались дробными номерами, чтобы сохранить изначальный порядок перечисления.
В 1970 г. Richard van der Riet Woolley с коллегами выпустил дополнение к этому каталогу, включив звезды на расстоянии до 25 парсек. Использованы номера 9001-9850 с префиксом Wo. В настоящее время используется также префикс GJ.

## Последующие издания
В 1979 Глизе совместно с Hartmut Jahreiß (Хартмут Ярайс) опубликовал расширение ко второму изданию каталога, получившее название каталог Gliese-Jahreiß (GJ). Этот каталог был составлен из двух таблиц: таблица 1 с обозначениями GJ NNNN (номер) для подтверждённых ближайших звёзд — с номерами 1000—1294; и таблица 2 с номерами 2001—2159 для неподтверждённых ближайших звёзд. После публикации данного издания все звёзды в составном каталоге обозначаются с префиксом GJ.
Третий каталог (Third Catalogue of Nearby Stars, CNS3) опубликован Глизе также в соавторстве с Hartmut Jahreiß в 1991 и содержит более 3800 звёзд. Из них многие звёзды уже входили в предыдущие издания и обозначены с префиксом GJ, но 1388 звёзд изначально нумерации не получили (впоследствии были обозначены с префиксом NN (no name) под номерами 3001-4388.
В 1998 Hartmut Jahreiß организовал публикацию онлайн-версии каталога (ARICNS) (сайт астрономического института в Гейдельберге).
В 2010 году вышло обновление каталогов, доступное в электронном виде, с уточнёнными координатами J2000, сверенными по 2MASS.